# 馬內的繆思：印象女神莫莉索
《馬內的繆思：印象女神莫莉索》（法語：Berthe Morisot）是一部2012年的法國電視電影，由卡罗琳·尚普捷導演，法國電視三台在2013年2月16日首次於電視播放此片。電影獲得2012年拉羅謝爾電視節提名。

## 劇情概述
1865年，莫莉索與姊姊艾瑪住在一起，莫莉索一心夢想成為畫家，但她的父母對此完全不以為然，他們對她的未來另有打算。後來，莫莉索結識了愛德華·馬內，這將改變她一生的命運。

## 主要角色
- 玛丽娜·德尔泰姆（英语：Marine Delterme） 飾 貝爾特·莫里索
- 马利克·齐迪（英语：Malik Zidi） 飾 愛德華·馬內
- 艾丽斯·比托（法语：Alice Butaud） 飾 埃德马·莫里索（法语：Edma Morisot）
- 法蘭索瓦·迪厄艾德 飾 欧仁·马奈（英语：Eugène Manet）
- 格雷戈里·加德布瓦（英语：Grégory Gadebois） 飾 保罗·迪朗-吕埃尔（英语：Paul Durand-Ruel）

## 外部連結
- 互联网电影数据库（IMDb）上《馬內的繆思：印象女神莫莉索》的资料（英文）
- 開眼電影網上《馬內的繆思：印象女神莫莉索》的資料（繁體中文）
- 以馬內的油畫所製的四款前導電影海報 （繁體中文）